# 蓝山雀
藍山雀（學名：Cyanistes caeruleus），又名藍冠山雀，是長10.5-12厘米的山雀。牠們分佈在歐洲溫帶及亞北極帶並西亞的林地。牠們並非候鳥。

## 分類
藍山雀最先由卡爾·林奈（Carolus Linnaeus）於1758年命名為Parus caeruleus。
雖然很多學者都將Cyanistes看為山雀屬的亞屬，但是英國鳥類學會（British Ornithologists' Union）卻將它定為獨立的屬。線粒體DNA的細胞色素b序列分析亦支持這個分類，並且指出Cyanistes非其他山雀的近親。
藍山雀在加那利群島及非洲西北部（由摩洛哥北部至利比亞北部）的兩個傳統亞種各有不同。加那利群島亞種有黑冠，而非洲亞種則有藍冠。現正研究是否將這兩個亞種定為獨自的物種。這兩個物種分別為：
- Parus ultramarinus Bonaparte, 1841：可能包含了三或四個亞種，即P. u. palmensis、P. u. ombriosus及P. u. ultramarinus/degener；
- Parus teneriffae Lesson, 1831：包含了指名亞種的P. t. teneriffae及未命名的亞種。

俄羅斯西部的灰藍山雀與藍山雀的混種（Cyanistes × pleskei）亦很普遍。

## 描述

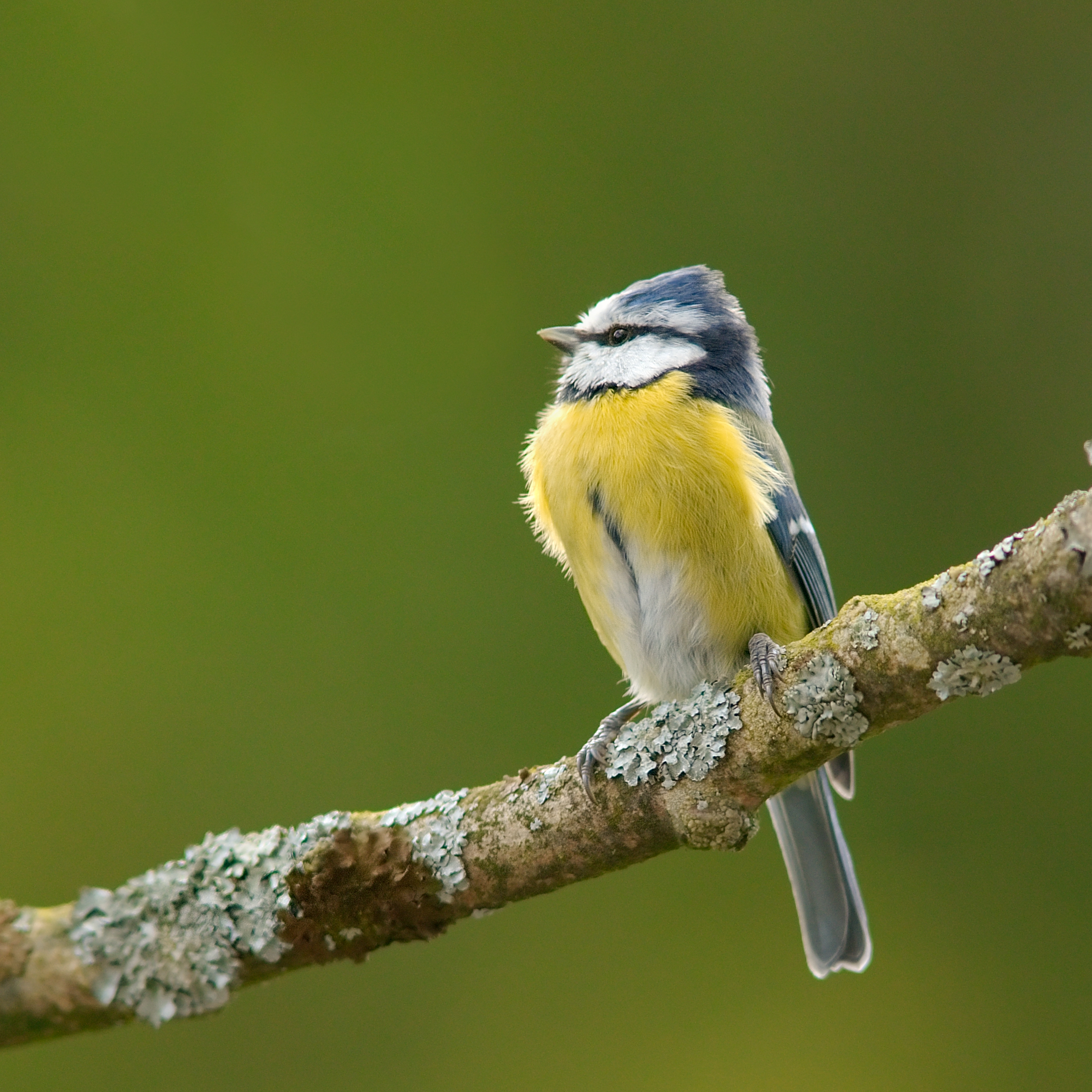
藍山雀的胸部有一深色直紋。

藍山雀有藍色的冠，眼睛間有一條藍線。前額呈白色，雙翼上有一白間。頸部、雙翼及尾巴都呈藍色。背部呈黃綠色。大部份下身呈硫黃色，腹部有一深紋。喙呈黑色，腳呈灰藍色，瞳孔呈深褐色。雛鳥明顯較黃。
藍山雀是歐洲普遍的觀賞鳥，在吃食的時間予人洋洋得意的感覺。
藍山雀差不多全年也會唱歌，最頻密的是介乎2月至6月間。

## 行為
藍山雀與大山雀在冬天一起生活，藍山雀較喜歡棲息在幼長的樹枝上。藍山雀經常會像旅木雀科般在樹幹向上跳。牠們會棲息在常春藤或常綠植物上，但在惡劣天氣時則會避到洞中。藍山雀很靈活，差不多可以掛在任何地方。

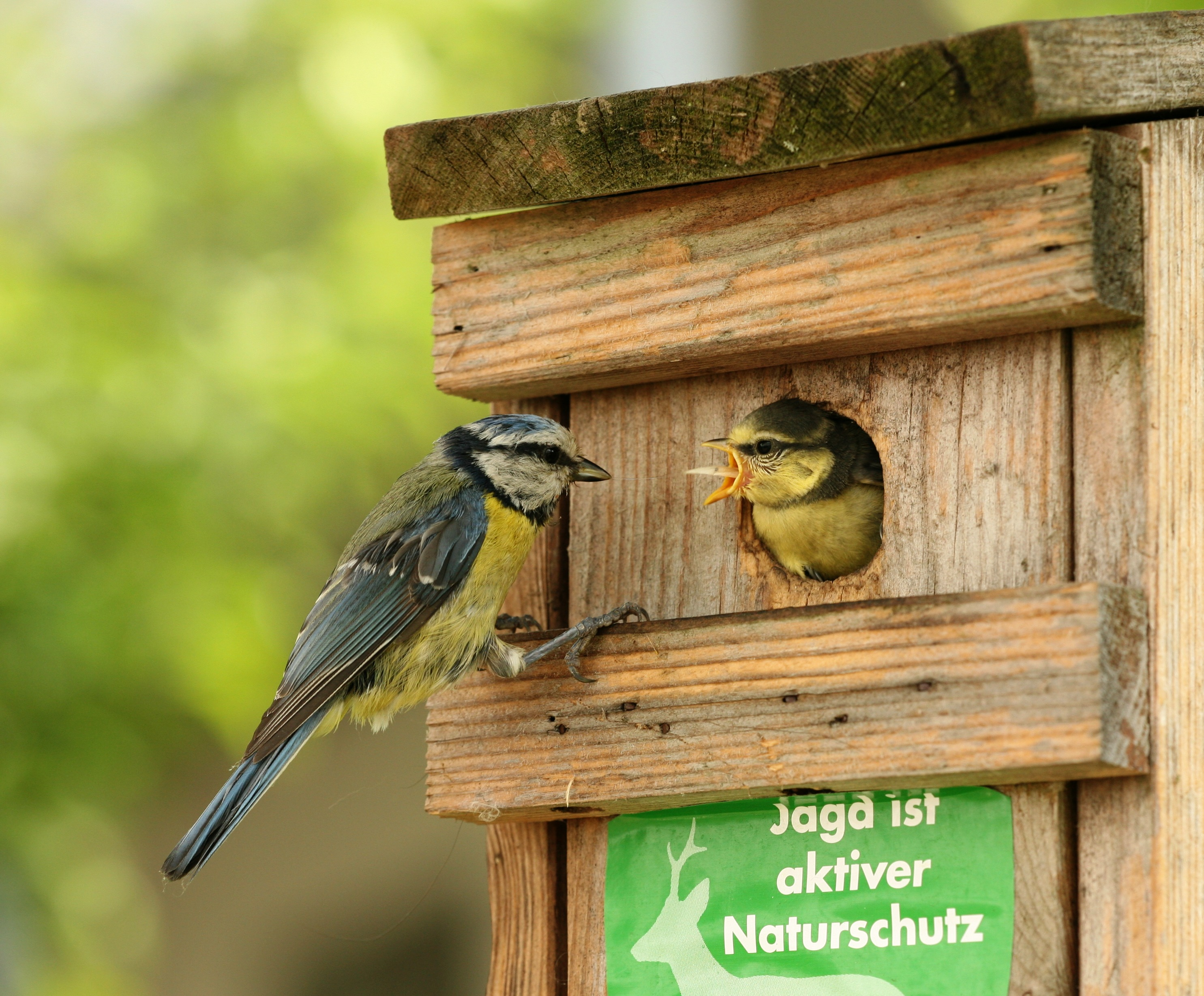
正在餵食雛鳥的藍山雀。

藍山雀平均壽命約1.5歲。

### 食性
藍山雀會捕獵害蟲，但卻並非完全是有益的物種。牠們喜歡吃不同樹上的芽，並會將芽拉出來吸引昆蟲。沒有其他物種比牠們破壞更多的蚜蟲。牠們會吃潛葉蟲及捲葉蟲。牠們亦會吃種子。

### 繁殖

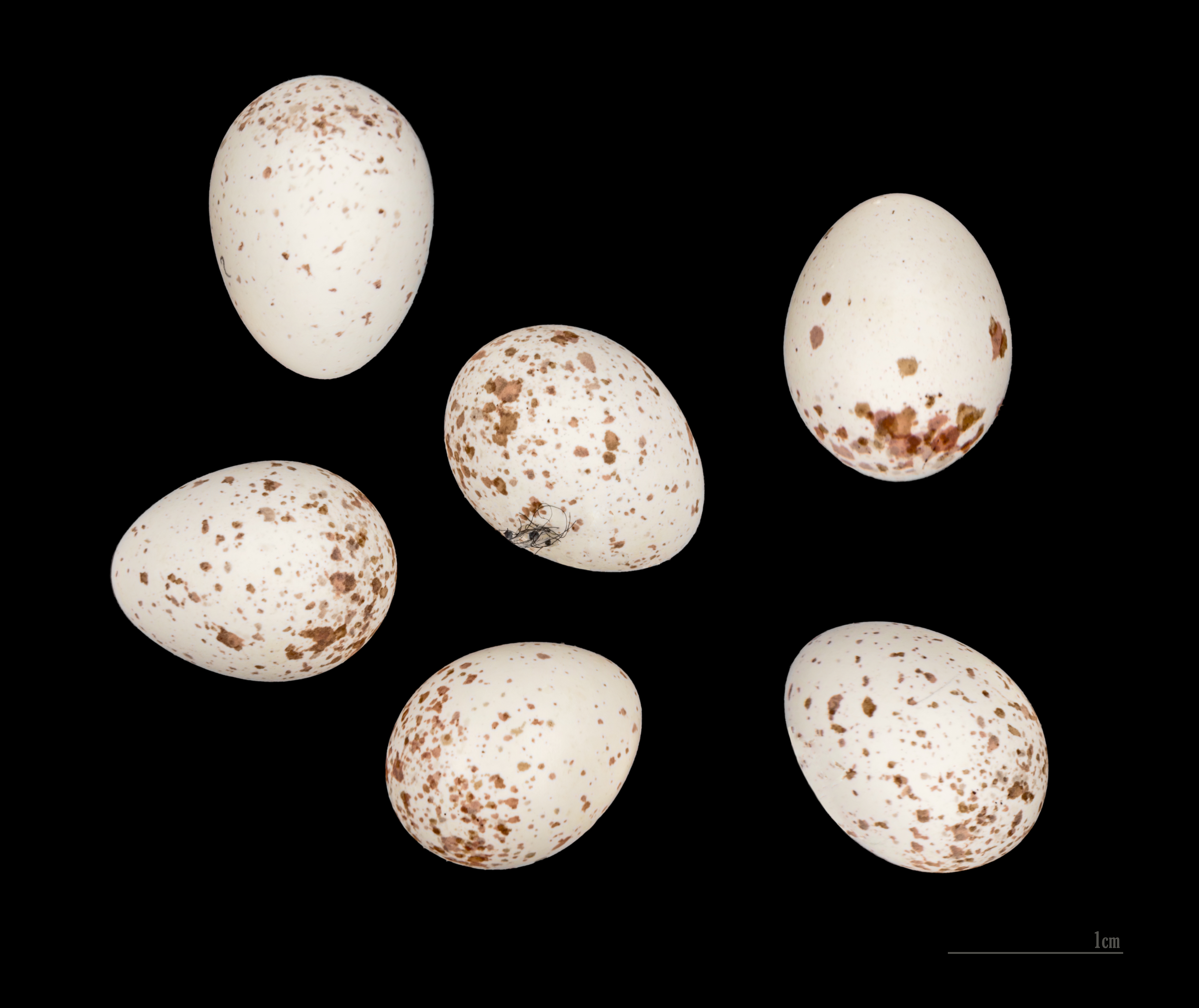
Cyanistes caeruleus

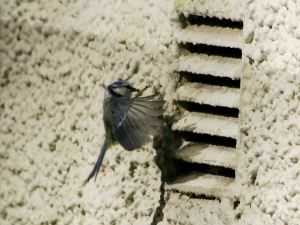
藍山雀可以住在多種巢穴中。

藍山雀可以在很多樹孔、牆孔、樹樁或巢箱上築巢，並與家麻雀或大山雀爭取築巢的地點。藍山雀每年都會回到同一穴上。當藍山雀死後，另一對藍山雀會佔用該巢。
藍山雀會緊緊的照顧雛鳥。牠們會挺起胸膛來保護鳥蛋，不過牠們並非發怒，而是處於興奮狀態，因為牠們求愛時亦會裝出同樣的姿勢。牠們會以苔蘚、毛線及羽毛築巢，每年約於4月或5月生蛋。每胎都會生下大量的蛋，一般都有7-8顆。

## 保育
藍山雀在寒冬的數量會減少。

## 外部連結
- ARKive - images and movies of the blue tit (Parus caeruleus)
- The Royal Society for the Protection of Birds (Blue Tit) （页面存档备份，存于）
- Blue Tit call
- Blue Tit videos on the Internet Bird Collection
- Blue Tit nest 2006 part (1) （页面存档备份，存于）, (2) （页面存档备份，存于）, (3) （页面存档备份，存于）, (4) （页面存档备份，存于）, (5) （页面存档备份，存于）, (6) （页面存档备份，存于）, (7) （页面存档备份，存于）, (8) （页面存档备份，存于）, (9) （页面存档备份，存于）, (10), (11) （页面存档备份，存于） at Google Video
- young Blue Tits leave the nest for the first time （页面存档备份，存于） at Google Video
- Ageing and sexing (PDF) by Javier Blasco-Zumeta
- - Ysgol Bod Alaw - Blue Tit web cam